# Thalía
Ariadna Thalía Sodi Miranda (Mexico City, 26. kolovoza 1971.)  poznata po umjetničkom imenu Thalía, je meksička glumica i pjevačica, koja je stekla svjetsku popularnost nastupima u uspješnim telenovelama.  

## Biografija
Thalía je rođena 1971. godine u glavnom gradu Meksika Mexico Cityju.
Pjeva na španjolskom, engleskom, portugalskom, francuskom i tagalog jeziku. Prodala je preko 40 milijuna albuma širom svijeta kao solo umjetnik, te se smatra jednim od najprodavanijih latinskih glazbenika svih vremena.  Veliki dio medija prema njoj se odnose kao "Kraljici latinskog popa ", zbog brojnih hitova u posljednja dva desetljeća.Surađivala je s mnogim poznatim glazbenicima kao što su Julio Iglesias, Emilio Estefan, Michael Jackson, Tony Bennett i mnogi drugi. Osim pjevanja, Thalia je također poznata po glumi, dok je glumila u raznim telenovelama gledalo ju je više od dvije milijarde ljudi u više od 180 zemalja. Pretvorena je u globalnu televizijsku ikonu pogotovo tijekom 1990-ih, od medija je nazvana "Kraljica telenovela".

## Diskografija
| - Thalía (1990.) - Mundo de Cristal (1991.) - Love (1992.) - En éxtasis (1995.) - Amor a la Mexicana (1997.) - Arrasando (2000.) - Thalía (2002.) - Thalía (engleski) (2003.) - El Sexto Sentido (2005.) - Lunada (2008.) - Habítame Siempre (2012.) | - Nandito Ako (1997.) - Thalía con banda: Grandes éxitos (2001.) - Hits Remixed (2003.) - Greatest Hits (2004.) - Primera Fila (2009.) |

### U bendovima
- Din Din (1981. – 1983.) – (4 albuma)
- Timbiriche (1986. – 1989.) – (3 albuma)

### Turneje
- Cristal Tour (1990. – 1993.)
- En éxtasis Tour (1996. – 1997.)
- Amor a la Mexicana Tour (1997. – 1998.)
- High Voltage Tour (2004.)

## Filmografija
| - Pobre Señorita Limantour (1987.) – Dina - Quinceañera (1987. – 1988.) – Beatriz Villanueva - Luz y Sombra (1989.) – Alma - María Mercedes (1992. – 1993.) – María Mercedes Muñoz de Del Olmo - Marimar (1994) – Maria del Mar "Marimar" Aldama Perez - María la del Barrio (1995. – 1996.) – María Hernández De la Vega - Rosalinda (1999.) – Rosalinda Del Castillo de Altamirano - Vaselina (1984.) – Sandy | - La Guerra de los Pasteles (1979.) - Anastasia (1997.) – (izvođač soundtracka, španjolska verzija) - Mambo Café (1999.) – Nydia - VIP de Noche (1991. – 1992.) - Las Aventuras de Eebee y Thalia (2009. – 2010.) - Dora istražuje (2012.) - Conexión Thalía Radio Show (2007. – 2010.) |

## Vanjske poveznice
- Thalia.com — službena stranica